# سد بختیاری
سد بختیاری یک سد قوسی در دست ساخت بر روی رودخانه بختیاری واقع‌در استان لرستان است. سد و نیروگاه بختیاری در ۸۰ کیلومتری جنوب شرقی خرم‌آباد و درمحل   شهرستان الیگودرز قرار دارد. این سد چهارمین سد بلند جهان است که مطالعات آن در سال ۱۳۷۵ آغاز شد و همچنین ساخت این سد با شروع دولت محمود احمدی نژاد آغاز گردید و پس از اتمام دولت محمود احمدی نژاد با روی کار آمدن دولت روحانی ساخت این سد و ۱۵سد دیگر به دست معصومه ابتکار معاون رییس جمهور و رئیس محیط زیست وقت متوقف گردید.   
نیروگاه این سد با توجه به ارتفاع ۳۲۵ متری و مخزنی با گنجایش ۵ میلیارد و ۱۵۹ میلیون مترمکعب می‌تواند سالیانه ۳ میلیارد کیلووات ساعت برق تولید کند. ظرفیت نیروگاه این طرح عظیم ملی ۱۵۰۰ مگاوات طراحی شده‌است. یکی از اهداف احداث طرح بختیاری جلوگیری از ورود رسوبات رودخانه بختیاری به مخزن سد دز و در نتیجه افزایش عمر سد دز است.
با روی کار آمدن دولت حسن روحانی در سال ۱۳۹۲ و سپرده شدن سکان محیط زیست کشور به دست خانم ابتکار، ساخت ۱۵ سد از جمله سد بختیاری (و سدهای دیگری مثل خرسان، تنگه سرخ شیراز و …)  متوقف گردید.

## اهداف
- تولید ۳٫۰۰۰ گیگاوات ساعت انرژی برق‌آبی در سال به منظور کاهش انتشار گازهای گلخانه‌ای (CO2) در راستای CDM به میزان ۱٫۹۰۵٫۰۰۰ تن در سال[۹]
- جلوگیری از ورود رسوبات رودخانه بختیاری به مخزن سد دز و در نتیجه افزایش عمر سد و نیروگاه دز[۱۰]
- کنترل سیلاب و جلوگیری از تخریب سالیانه آن و بهبود شرایط
- ایمنی در پایین دست سد[۱۱]

## اهداف طرح

### اهداف اصلی
- افزایش ۱۵۰۰ مگاوات به توان تولید برق کشور و تولید ۲۸۵۰ گیگاوات ساعت انرژی برق آبی در سال قابل افزایش به ۳۷۰۰ گیگاوات ساعت با انتقال آب رودخانه سزار به مخزن سد بختیاری؛ وافزایش حجم آب قابل تنظیم در حوضه رودخانه دز.[۸]
- انتقال آب به مناطق کویری و شنزار های گلپایگان و قم از مهمترین برنامه های احداث این سد می باشد.

### اهداف جانبی
- جلوگیری از ورود رسوبات رودخانه بختیاری به مخزن سد دز و در نتیجه افزایش عمر مفید سد و نیروگاه دز.
- امکان مدیریت بهینه منابع آب به منظور افزایش سطح زیر کشت اراضی پایین دست.
- کنترل سیلاب‌های مخرب فصلی و افزایش ایمنی سد دز (با توجه به ظرفیت نسبتاً محدود سیستم تخلیه سیلاب آن)
- تنظیم آب نیروگاه‌های در دست مطالعه جریانی دز در پایین دست سد با ظرفیت مجموع ۷۵۰ مگاوات.
- ایجاد شرایط توسعه برای منطقه مانند محرومیت زدایی، اشتغال زایی، و افزایش قابلیت‌های گردشگری.[۸]

## اقتصاد طرح
طبق برآورد اولیه در سال ۱۳۸۷ هزینه‌های اجرای پروژه بالغ بر ۱۳۲۰۰ میلیارد ریال بوده که از طریق منابع عمومی، تسهیلات خارجی (فاینانس، وام و…)، سایر منابع (منابع داخلی، تسهیلات بانکی داخلی، اوراق مشارکت و…) تأمین گردیده‌است. نسبت فایده به هزینه (B/C) برابر ۱/۸ و نرخ بازگشت داخلی آن ۱۶/۹۵ درصد می‌باشد. منافع حاصل از تولید برق متعلق به این طرح طی برآورد اولیه، درآمد سالانه بالغ بر ۱۹۲۶ میلیارد ریال (بر حسب هر کیلووات ساعت ۶۴۲ ریال) خواهد بود. منافع زیست‌محیطی متصور برای طرح عبارت است از جلوگیری از انتشار انواع گازهای گلخانه‌ای به ویژه CO2 حاصل از سوخت فسیلی نیروگاه‌های حرارتی معادل میزان تقریبی۱٬۷۰۰٬۰۰۰ تن در سال.

## اثرات اقتصادی، اجتماعی و فرهنگی طرح
طرح سد و نیروگاه بختیاری در زمان اجرا با به‌کارگیری نیروهای بومی، تأثیر مهمی در اشتغال‌زایی در منطقه خواهد داشت. بهبود شرایط اقتصادی، اجتماعی و فرهنگی در منطقه طرح، ایجاد امکان توسعه و سرمایه‌گذاری در محدوده طرح، بهبود سطح رفاهی زندگی اهالی، ارتقاء سطح آموزش و بهداشت و افزایش درآمد سرانه به واسطه ایجاد اشتغال در منطقه طرح، استفاده بهتر از قابلیت‌های گردشگری منطقه، افزایش سهم منطقه در توسعه کشور، بهبود ارتباطات و حمل و نقل زمینی از طریق ایجاد جاده‌های دسترسی، افزایش ارزش افزوده خدمات در منطقه طرح از جمله اثرات اقتصادی، اجتماعی و فرهنگی خواهد بود.
از مهمترین معضلات ساخت این گونه سدها و انتقال بی رویه آب به کویر می تواند خشک شدن هر چه بیشتر جلگه حاصلخیز خوزستان و مسئله ریزگردها اشاره کرد که با ساخت سد ها و طرح های انتقال آب هر روز شرایط بحرانی تری برای مردمان استان های خوزستان ، چهارمحال و بختیاری و لرستان و ایلام ایجاد کرده است
از دیگر معضلات می‌توان به افزایش دما بیش از حد نرمال خوزستان در چند سال اخیر به دلیل کم آب شدن و خشک شدن رودخانه ها اشاره کرد زیرا رودخانه ها در جلگه به مانند کولر هایی آبی  طبیعی عمل می کنند

## تاریخچه و سوابق
خدمات مهندسی مطالعات مرحله اول طرح سد و نیروگاه بختیاری در اسفند ماه ۱۳۷۵، بمدت ۳۳ ماه، به شرکت مهندسی مشاور مهاب قدس واگذار و توسط شرکت سهامی ساخت سد و تأسیسات آیباری سابیر اجرا گردید، گزارش‌های مربوط به مرحله اول طرح در اسفند ماه ۱۳۷۹ تحویل شرکت آب و نیرو شده‌است. در سال ۱۳۸۳ با انتقال پروژه از معاونت طرحهای توسعه شرکت و انتصاب مجری، مذاکرات مربوط به انتخاب مشاور مرحله دوم طرح ادامه یافت و نهایتاً در تاریخ ۲۸/۳/۸۴ انجام خدمات مهندسی شامل بازنگری و تکمیل مطالعات مرحله اول، انجام مطالعات مرحله دوم و تهیه اسناد مناقصهٔ سد و نیروگاه بختیاری به مشارکت مشاورین مطالعات طرح بختیاری که از شرکت‌های مهندسی مشاور سد تونل پارس (اشتوکی پارس سابق) بعنوان رهبر مشارکت، مهندسی مشاور خدمات مهندسی برق (مشانیر)، مهندسی مشاور دزآب، پویری سوئیس (الکترووات سابق) با مسئولیت مشترکاً، منفرداً و متضامناً تشکیل شده‌است، واگذار نمود که عملیات مذکور نیز توسط شرکت سابیر (پروژه‌های حفاری) اجرا گردید. به منظور بازبینی مدارک فنی طرح مشارکت الکتریک فرانس و کوینه بلیه به عنوان مشاور بازنگری طرح (TRC) بکار گرفته شد.
آماده‌سازی زیرساختهای طرح در بخش احداث جاده‌های دسترسی اصلی و داخلی، مطالعات کمپ، تونل انحراف آب، زیر سازی ایستگاه راه‌آهن اختصاصی دوآب و… همزمان با پیشرفت مطالعات در حال انجام است که جزئیات آن به شرح زیر می‌باشد:
- بخشی از راه‌های دسترسی داخلی (مسیر ۲) در قالب قراردادی با شرکت جهاد نصرکوثر شامل ۲ پل بر روی رودخانه سزار و مسیر به طول ۲ کیلومتر به اتمام رسیده‌است.
- بخش دوم از راه‌های دسترسی داخلی شامل مسیرهای ۱٬۳ و ۴ با طول تقریبی ۱۰ کیلومتر و ۷ دهنه پل در قالب قراردادی با قرارگاه خاتم‌الانبیاء (مؤسسه حرا) به همراه زیرسازی ایستگاه راه‌آهن اختصاصی دوآب و تونل انحراف آب بالایی از ابتدای سال ۸۸ آغاز شده‌است.
- احداث سیستم انحراف و راه‌های دسترسی به تاج سد طی یک قرارداد به قرارگاه خاتم‌الانبیاء (مؤسسه حرا) واگذار گردید و عملیات اجرایی آن از نیمه اول سال ۱۳۹۰ آغاز شده‌است.
- قراردادهای قطعات اول و دوم بخش اول از راه‌های دسترسی اصلی طرح تحت عنوان «مسیر آزادراه خرم‌آباد - سیرم» و «سیرم - تنگ هفت» در قالب قراردادهایی با شرکت ناودیس‌راه (نیمه دوم سال ۱۳۸۹) و شرکت بلندطبقه (نیمه اول سال ۱۳۸۸) ابلاغ و عملیات اجرایی آن‌ها آغاز گردیده‌است.
- اجرای بخش دوم و سوم راه‌های دسترسی اصلی طرح تحت عنوان مسیر تنگ۷-تنگ۶ و تنگ ۶-تنگ۵ در قالب قراردادهایی به شرکت‌های جهاد نصر اصفهان و جهاد توسعه خدمات زیربنایی در نیمه دوم ۱۳۸۹ ابلاغ و شروع شده‌است.
- تفاهم‌نامه قرارداد اصلی طرح (سد و نیروگاه) جهت تأمین مالی، طراحی و اجرا با کنسرسیوم فرآب-ساینوهایدرو در اسفند ماه ۱۳۸۹ به امضاء رسیده‌است و اخذ مجوزهای مورد نیاز و ترتیبات فاینانس در دست پیگیری است که پس از آن امکان ابلاغ قرارداد و فعال شدن عملیات اجرایی فراهم می‌گردد.[۱۳]

## مشخصات رودخانه
رودخانه بختیاری یکی از دو سرشاخه اصلی رودخانه دز می‌باشد که از ارتفاعات قالیکوه سرچشمه می‌گیرد سپس در پایین دست با افزودن رودخانه سزار که سرچشمه اصلی آن اشترانکوه است تشکیل رودخانه دز را می‌دهند.

## مشخصات حوضه آبریز
مساحت حوضه آبریز در محل ساختگاه سد در حدود 6488 کیلومترمربع و میانگین ارتفاع حوزه از سطح دریا ۲۲۱۲ متر می‌باشد. دبی متوسط سالانه رودخانه بختیاری الیگوررز د محل سد (بر اساس یک دوره آماری ۶۰ ساله) معادل ۱۴۴٫۶ مترمکعب بر ثانیه و متوسط بارش سالانه در حدود ۱۱۱۷ میلی‌متر می‌باشد. شیب متوسط رودخانه بختیاری طی مسیر حدود ۶۵/۰ درجه‌است.

## ویژگی‌ها
- بلندترین سد دو قوسی بتنی جهان با ارتفاع ۳۲۵ متر[۱۵]
- بزرگترین مخزن مصنوعی ذخیره آب کشور پس از سد کرخه با حجمی معادل ۵٫۲ میلیارد متر مکعب در تراز نرمال[۱۶]
- ظرفیت نیروگاه ۱۵۰۰ مگاوات و انرژی تولیدی سالانه با ضریب کارکرد ۲۰ درصد، نزدیک به ۳۰۰۰ گیگاوات ساعت می‌باشد.[۱۷]
- نقش قابل توجه ذخیره‌سازی و تنظیم آب این سد با توجه به حجم زیاد مخزن
- کنترل سیلاب‌های فصلی و بهبود شرایط ایمنی در پایین دست سد
- افزایش قابل ملاحظه ظرفیت ذخیره آب در حوضه رودخانه دز به‌منظور امکان مدیریت بهتر منابع آب و افزایش حجم آب قابل تنظیم و در نتیجه افزایش سطح زیر کشت اراضی در پائین دست
- امکان تولید بهینه انرژی در زمان‌های پیک مصرف روزانه و سالیان

## مشخصات نیروگاه
| مشخصات کلی نیروگاه     | مشخصات کلی نیروگاه       | مشخصات کلی نیروگاه       |
| ---------------------- | ------------------------ | ------------------------ |
| نوع نیروگاه            | زیر زمینی                | زیر زمینی                |
| موقعیت                 | ساحل چپ                  | ساحل چپ                  |
| ظرفیت نیروگاه          | ۱۵۰۰ مگاوات              | ۱۵۰۰ مگاوات              |
| انرژی متوسط سالیانه    | ۳۰۰۰ میلیون کیلووات ساعت | ۳۰۰۰ میلیون کیلووات ساعت |
| نوع توربین             | فرانسیس با محور عمودی    | فرانسیس با محور عمودی    |
| تراز بهره‌برداری        | حداقل                    | ۷۹۱                      |
| تراز بهره‌برداری        | حداکثر                   | ۸۳۵                      |
| مشخصات تجهیزات نیروگاه |                          |                          |
| تعداد توربین           | ۶ واحد                   | ۶ واحد                   |
| قدرت هر توربین         | ۲۵۰ مگاوات               | ۲۵۰ مگاوات               |
| حداکثر راندمان توربین  | ۹۳/۵ درصد                | ۹۳/۵ درصد                |
| هد طراحی توربین        | ۲۷۰ متر                  | ۲۷۰ متر                  |
| دبی طراحی هر واحد      | ۱۰۳/۵ متر مکعب بر ثانیه  | ۱۰۳/۵ متر مکعب بر ثانیه  |
| تعداد ژنراتور          | ۶ واحد                   | ۶ واحد                   |
| قدرت خروجی هر ژنراتور  | ۳۰۰ مگاولت آمپر          | ۳۰۰ مگاولت آمپر          |
| سرعت چرخش ژنراتور      | ۲۷۵ دور دردقیقه          | ۲۷۵ دور دردقیقه          |
| مشخصات مغار نیروگاه    |                          |                          |
| طول                    | ۱۶۱ متر                  | ۱۶۱ متر                  |
| عرض                    | ۲۴ متر                   | ۲۴ متر                   |
| ارتفاع                 | ۴۶ متر                   | ۴۶ متر                   |
| پانویس                 |                          |                          |